# Rezerwat przyrody Kwidzyńskie Ostnice
Rezerwat przyrody Kwidzyńskie Ostnice – florystyczny rezerwat przyrody położony w granicach miasta Kwidzyna (województwo pomorskie).
Ustanowiony zarządzeniem Ministra Leśnictwa i Przemysłu Drzewnego z dnia 29 grudnia 1966 roku dla ochrony najbardziej na północ wysuniętego stanowiska ostnicy Jana (Stipa joannis) oraz kilku gatunków roślin ciepłolubnych takich jak sasanka łąkowa (Pulsatilla pratensis) czy sasanka otwarta (Pulsatilla patens).
Powierzchnia obszaru chronionego wynosi 2,56 ha. Początkowo rezerwat zajmował zaledwie 0,2 ha, lecz w 2005 roku został powiększony.
Obejmuje niewielką polanę śródleśną, położoną na stromym zboczu i ogrodzoną drewnianym płotem. Obecnie porasta ją bardzo ekspansywny trzcinnik piaskowy (Calamagrostis epigeios) zagrażający egzystencji ostatnich kilku okazów ostnicy Jana, które znaleziono w górnej części zbocza. Dolna część rezerwatu pokryta jest zaroślami maliny (Rubus idaeus) i paproci (Dryopteris filix-mas).
Teren rezerwatu, ze względu na niewielką powierzchnię, nie stanowi istotnej ostoi dla fauny. Na uwagę zasługuje jedynie motyl kraśnik (Zygaena loti), osiągający na Pomorzu swoją północną granicę zasięgu i rzadka muchówka z rodziny rączycowatych (Phasia hemiptera). Zaś spośród kręgowców liczna tu poza okresem rozrodu rzekotka drzewna (Hyla arborea).
Rezerwat leży na gruntach w zarządzie Nadleśnictwa Kwidzyn. Nadzór sprawuje Regionalny Konserwator Przyrody w Gdańsku. Na mocy obowiązującego planu ochrony ustanowionego w 2016 roku, obszar rezerwatu objęty jest ochroną czynną.
Rezerwat jest położony w granicach Sadlińskiego Obszaru Chronionego Krajobrazu.